# چمپ طلا
چمپ طلا یک اردوگاه پناهجویان در ولسوالی سرخ‌رود استان ننگرهار کشور افغانستان است. این اردوگاه ۳۰ کیلومتر تا شهر جلال‌آباد فاصله دارد.
این اردوگاه از دسامبر ۲۰۰۸ بیش از ۱۲۵۰ پناهجو را در خود جای داده است که از پاکستان به افغانستان بازگشته‌اند. برخی از پناهندگان به شهر جلال‌آباد سفر می‌کنند تا کار کنند.
این کمپ مقداری آب و امکانات از کمیساریای عالی سازمان ملل متحد برای پناهندگان و یونیسف دریافت می‌کند. کمک های بهداشتی توسط CWS، HNI و وزارت صحت عامه ارائه می‌شود.